# Genia Rubin
Genia Rubin (eigentlich Jewgeni Germanowitsch Rubin, russisch Евгений Германович Рубин; * 1906 in Kiew, Russisches Kaiserreich; † 15. Februar 2001 in Paris, Frankreich) war ein russischer Mode- und Porträtfotograf und Maler.

## Leben
Rubin verließ 1927 Russland und assistierte zunächst in Berlin dem Kameramann Karl Freund. Anschließend studierte er Fotografie bei AGFA I.G. Farben. 1929 ging Rubin nach Paris, wo er als Standfotograf in den Pathé Filmstudios und als Porträtfotograf arbeitete. 1931 kehrte er nach Berlin zurück, lernte den Fotografen Rolf Mahrenholz kennen und eröffnete ein eigenes Fotoatelier an Berlins Prachtboulevard, dem Kurfürstendamm. Bald wurde er von Franz Wolfgang Koebner, dem Chefredakteur der sehr verbreiteten Zeitschriften Das Magazin und Elegante Welt entdeckt und lanciert. 1935 übersiedelte Rubin wieder nach Paris, wo er mit Harry Ossip Meerson zusammenarbeitete; nach dessen Abreise nach Amerika übernahm er sein Atelier. Rubin fotografierte in dieser Zeit Mode für „Femina“, Harper’s Bazaar und die australische „The Home“. Nach dem Krieg begegnete er dem englischen Hoffotografen Baron (Stirling Henry Nahum); bis 1956 arbeitete er abwechselnd als „fashion guest photographer“ in „Baron’s Studios“ in London und als Pariser Fotokorrespondent für den Daily Express.
Rubin hatte in dieser Zeit in Paris zu malen begonnen. Durch seine Bekanntschaft beispielsweise mit André Breton kam er in Kontakt mit zeitgenössischer Malerei in Paris und war u. a. 1947 an der internationalen Surrealisten-Ausstellung in der Galerie Maeght beteiligt.
1957 hörte Rubin auf, Mode zu fotografieren und nahm für „Maison et Jardin“ („House and Garden“, Condé-Nast) Parkanlagen, Gärten, Paläste und Kunstgegenstände in Frankreich, England und Italien auf. Ab 1959 widmete er sich erneut der modernen Malerei, auch als Sammler.